# Didi Abuli
Didi Abuli é o pico mais alto do Pequeno Cáucaso, na Geórgia. A montanha está localizada na Cordilheira Abul-Samsari a 3300 metros acima do nível do mar. 